# ミシェル・モーガン
ミシェル・モーガン（Michelle Morgan、1981年7月16日 - ）はカナダ・アルバータ州カルガリー出身の女優。

## 略歴
トロント大学で演劇と古典文学を学ぶ｡
2007年､ジョージ・A・ロメロ監督の『ダイアリー・オブ・ザ・デッド』のヒロイン､デブラ役で映画デビュー。
その後は､『Lの世界』『スターゲイト アトランティス』『スーパーナチュラル』といったテレビドラマへのゲスト出演など、テレビドラマや舞台を中心に活躍している。
2007年から始まったテレビドラマシリーズ『ハートランド物語』ではサマンサを演じている。
トロント在住。

## 出演映画
- ダイアリー・オブ・ザ・デッド Diary of the Dead (2007)
- ファントム・ファイアー Fire Serpent (2007) ※テレビ映画